# Corticarina fornicata
Corticarina fornicata es una especie de coleóptero de la familia Latridiidae.

## Distribución geográfica
Habita en Irán.